# Château de Gourville
Pour les articles homonymes, voir Gourville.
Le château de Gourville à Gourville en Charente était sous l'Ancien Régime le siège d'une importante seigneurie située dans la province du Poitou, avec droit de haute, moyenne et basse justice.

## Historique
Il aurait été construit sur une ancienne citadelle gothe et de nombreux vestiges de cette époque ont été découverts au niveau des fondations du deuxième sous-sol. Deux salles protoromanes subsistent sous la fondation sud-est du château avec un départ de souterrain et un aqueduc enterré. Une grande salle de 119 m2 semi-enterrée de la même époque et une tour demi-lune correspondent à un acte de 1098 où Ermengarde, fille d’Arnaud de Joinville donne une partie du parc avec sa mare à l’abbaye de Saint-Cybard. La seigneurie est attestée d’une façon sûre dès le XIIe siècle. En 1178 Gourville fut pris par Richard Cœur de Lion.
Arnaud, Guillaume et Hélie sont seigneurs de Gourville au XIIIe siècle. Au début du XIVe siècle, Hélie de Gourville construit le donjon oriental, avec le donjon ouest et le pont-levis dont les fondations subsistent encore[réf. souhaitée]. La seigneurie reste dans cette maison jusqu'en 1351, date à laquelle Guillaume meurt sans postérité.
La seigneurie passe alors entre les mains de sa sœur, Isabeau de Gourville, mariée en secondes noces à Jean II Chasteigner, seigneur de La Meilleraye (près de Parthenay), décédé en 1378. Au XIVe siècle, les Roffignac leur succèdent.
En 1358 le château est pris par les troupes anglaises (puis à nouveau en 1438).
En 1417, Thomas de Corlieu (alias Thomas Curlew, nom anglais francisé), vint d'Angleterre en France et suivit l'armée du duc de Clarence qui portait des secours à Jean de Valois, comte d'Angoulême, contre le duc de Bourgogne. Il s'empara du château de Gourville, qui appartenait à un connétable de France, et le garda jusqu'à la fin de la guerre. Il ne le rendit qu'après la réduction de la province de Guienne, sous la condition qu'il lui serait donnée une maison attenante au donjon dudit château, et qu'il épouserait l'héritière, Perrotte Dufresne, d'Anjou.
En 1441, Jeanne Paute (ou Paulte, ou Pouthe) est dite dame de Gourville et épouse cette année-là Philippe Taveau, baron de Morthemer, fils de Guillaume Taveau qui fut maire de Poitiers à sept reprises.
Au début du XVIe siècle, entre 1528 et 1542, Guichard de Roffignac est le seigneur de Gourville. 
En 1550, le château est vendu au duc Anne de Montmorency, maréchal de France. Il l'embellit tel que l’on peut voir sur une gravure de Claude de Chatillon en 1604 : fenêtres Renaissance sur la cour sud, coiffe sur le donjon XIIe siècle, la cheminée du grand salon. Malheureusement pour le château, après la décapitation de Henri II de Montmorency sous Richelieu, les donjons XIIe-XIVe siècle, les fenêtres Renaissance et la partie centrale sont arasés, à l'exception du pont-levis[réf. souhaitée].
En 1561, le roi Charles IX instaure à Gourville par lettres patentes le marché du lundi et six foires annuelles.
Au début du XVIIe siècle, la terre de Gourville passe par alliance avec les Montmorency à la famille de Lévis. En août 1609 Henri IV érige la châtellenie de Gourville en baronnie, en faveur d'Anne de Lévis, duc de Ventadour.
Charlotte, petite-fille d’Anne de Montmorency, épousa Henri II de Bourbon, prince de Condé, et le château revint en 1632 à leur fille, Anne-Geneviève de Bourbon-Condé[réf. souhaitée].
En 1642, celle-ci épouse Henri d’Orléans, duc de Longueville, et apporte en dot le château et la terre de Gourville.
La duchesse de Longueville, très active pendant la Fronde, y vécut de 1649 à 1651 avec François VI de La Rochefoucauld, auteur des célèbres Maximes. Il y écrivit un recueil sur Anne d’Autriche et une première partie de ses mémoires. Après la destruction de Verteuil en 1651, la bataille du faubourg Saint-Antoine en 1652 où il fut blessé, il y revint jusqu’en 1655[réf. nécessaire].
La duchesse de Longueville fit reconstruire le donjon ouest, agrandir avec les pierres du château jetées dans les douves la grande galerie. Elle fit aussi construire la tour avec escalier à vis pour desservir sa chambre entre le pont-levis et le donjon ouest, et percer dans la tour du pont-levis deux fenêtres[réf. souhaitée].
Le 25 octobre 1660, Jean Héraut en devient propriétaire pour la somme de 100 000 livres. Ce Jean Hérault, plus connu sous le nom de Gourville fut valet de chambre de Louis de La Rochefoucauld, évêque de Lectoure, puis maître d'hôtel du frère de ce dernier, l'écrivain François VI de La Rochefoucauld. Il sut s'attirer les bonnes grâces du surintendant Fouquet, qui lui fait obtenir la recette générale des tailles de Guyenne, source de sa richesse.
En 1718, à la mort de François Héraut, neveu de Jean Héraut, la baronnie passe par testament aux mains de Philippe d'Hauteclaire, seigneur de Fissac, dont la famille conservera la terre de Gourville jusqu'en 1780, date à laquelle elle est vendue judiciairement à Jean Valeteau de Chabrefy, receveur des tailles de l'élection d'Angoulême, pour la somme de 250 000 livres.
Début XIXe siècle, ses héritiers vendent le château à Rouchier Préneuf, originaire de Tusson, capitaine de l'Armée impériale.
Au cours des deux derniers siècles, le château change souvent de mains et subit alors de nombreuses vicissitudes jusqu'en 1974, où le propriétaire d'alors entreprend d'importants travaux de réhabilitation qui dureront jusqu'en 1983.
Quelques personnages importants ont visité le château : Charles Quint en 1539 (y coucha), Henri IV en 1604 (y coucha), Louis XIV en 1651, Louvois en 1680 (y coucha), Félix Faure y fut reçu lors de manœuvres[réf. nécessaire],.

## Architecture
C'est une forteresse imposante et dont toute l'architecture est fonction de propriétés défensives.
Il est entouré de douves sèches et l'entrée se fait par un pont-levis donnant accès à une salle romane du XIIe siècle. Cette salle basse voûtée en berceau et à demi-enterrée, était probablement un cellier ou magasin à vivres. C'est la partie la plus ancienne du château.
Les autres parties sont du XVe siècle, XVIe et XVIIe siècles.
Le gros donjon carré, à l'ouest, du XVe siècle, a conservé une galerie de mâchicoulis sous son toit pyramidal en ardoise. Une autre tour date du XVIe siècle. Une tour ronde semi-circulaire, à l'est, daterait du XIIIe siècle.
Le corps d'habitation est de la fin du XVe siècle.

Vues du château
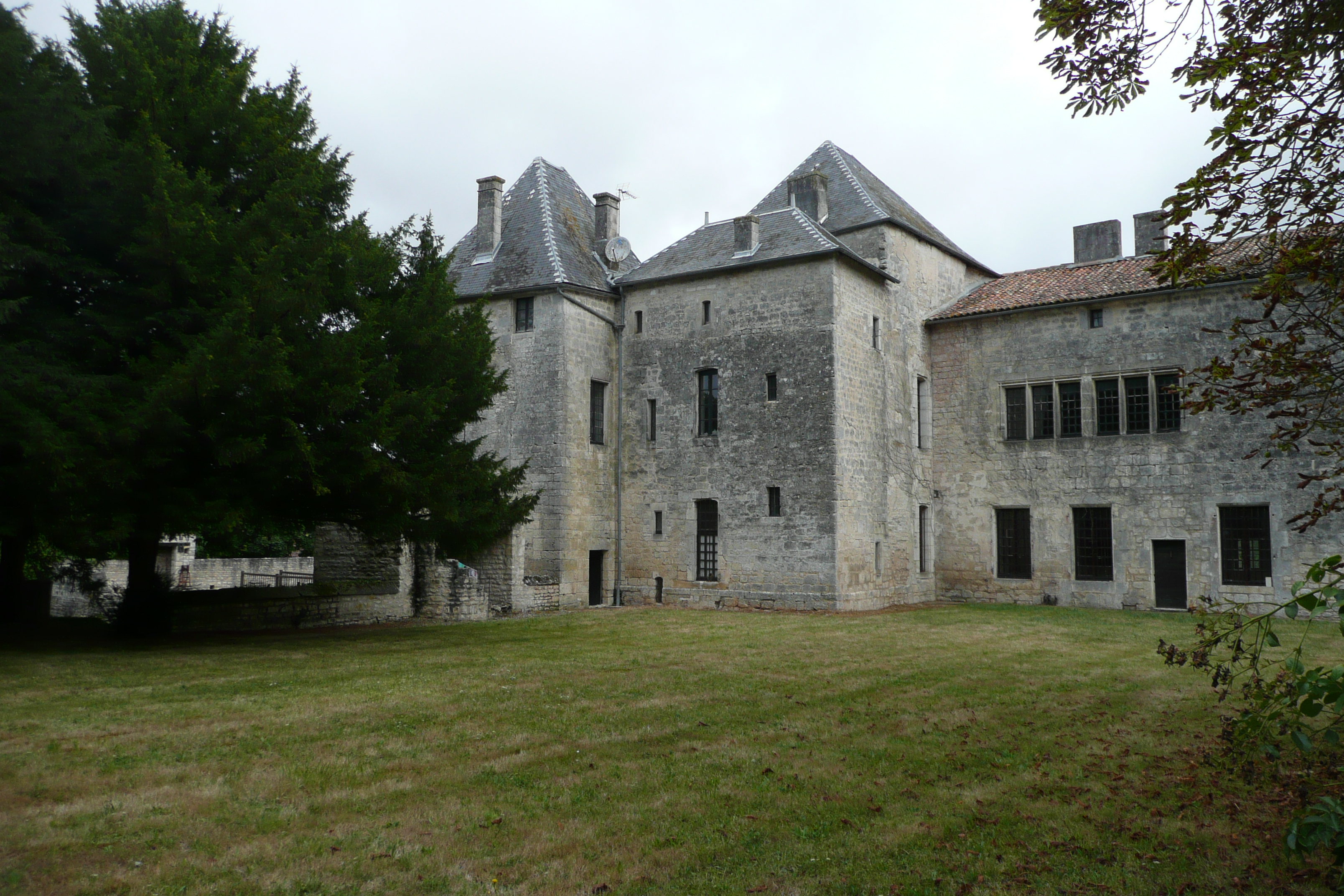
La cour intérieure
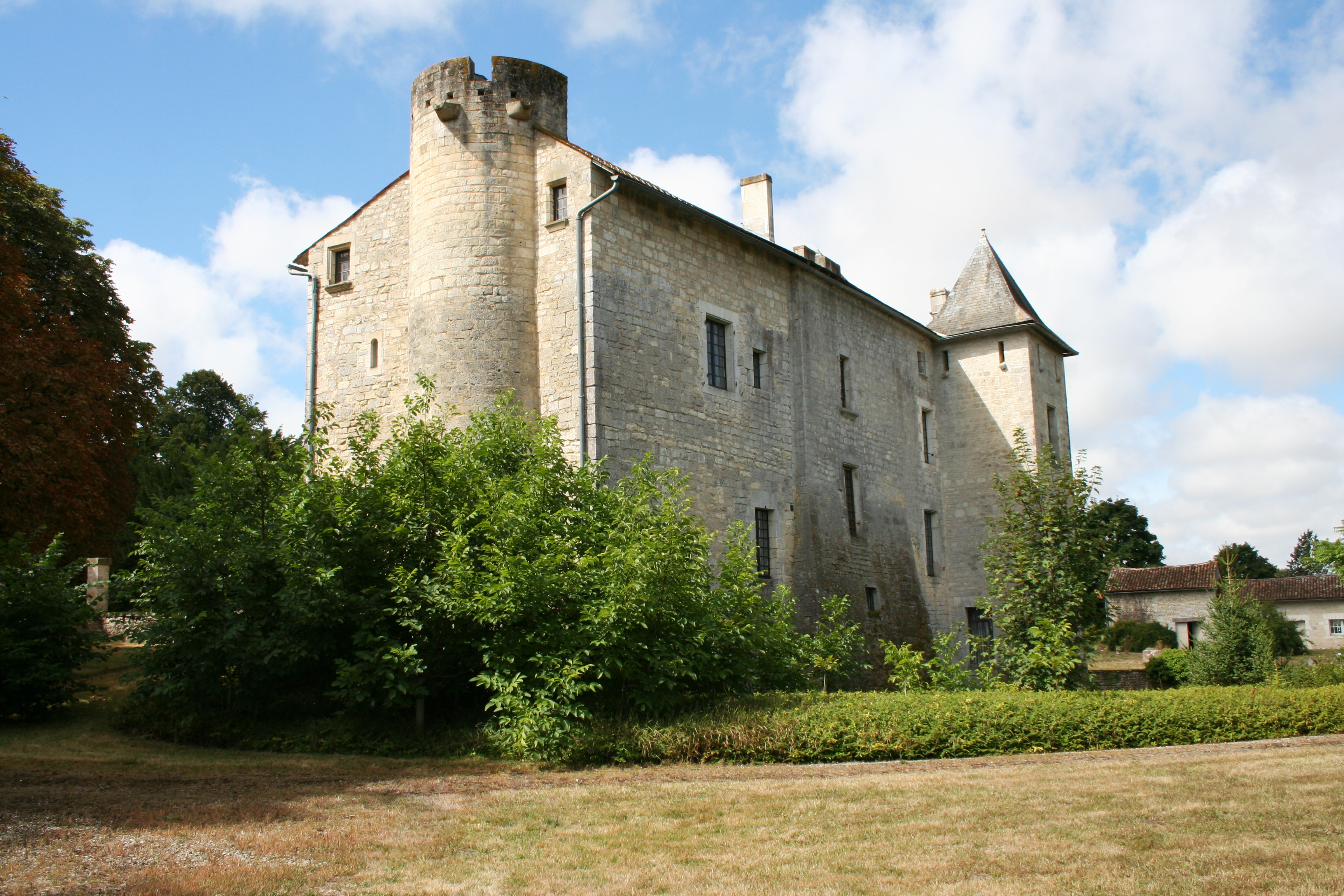
La tourelle ronde